# 卡贝苏-迪维迪
卡贝苏-迪维迪是葡萄牙波塔莱格雷区的一个堂区。总面积65.7平方公里，总人口1133人，人口密度17.2人/平方公里。